# Rejon usmański
Rejon usmański (ros. Усманский район) – jednostka administracyjna wchodząca w skład obwodu lipieckiego w Rosji.
Centrum administracyjnym rejonu jest miasto Usmań.

## Geografia
Powierzchnia rejonu wynosi 1941,87 km².
Graniczy z rejonami: chlewieńskim, lipieckim, griazińskim i dobrińskim (obwód lipiecki) oraz z obwodem woroneskim.
Główną rzeką jest Usmań.

## Demografia
W 2018 rejon zamieszkiwało 50 325 mieszkańców.

## Podział administracyjny
W skład rejonu wchodzi: 1 osiedle miejskie (miasto Usmań), 24 osiedla wiejskie (sielsowiety) i 65 miejscowości.